# ラブ・サバイバル
『ラブ・サバイバル』は、杉山美和子による日本の漫画。『ChuChu』（小学館）にて、2008年7月号から2008年11月号まで掲載された。

## 登場人物
栗原 せり（くりはら せり）
中2。亘先輩のことが好き。
吉岡 生史（よしおか いくし）
中2。せりと同じクラス。
田沼 亘（たぬま こう）
中3。せりの先輩。奈菜のことが好き。
栗原 奈菜（くりはら なな）
せりの姉。高1。美女。男子にモテる。

## 書誌情報
- 杉山美和子 『ラブ・サバイバル』 小学館〈ちゅちゅコミックス〉、全1巻
  1. 2009年1月30日発売、ISBN 978-4-09-132286-9
- 杉山美和子 『ラブ・サバイバル』［新装版］ 小学館〈Sho-Comiフラワーコミックス〉、全1巻
  1. 2014年5月26日発売[1]、ISBN 978-4-09-136010-6